# Плавуча батарея

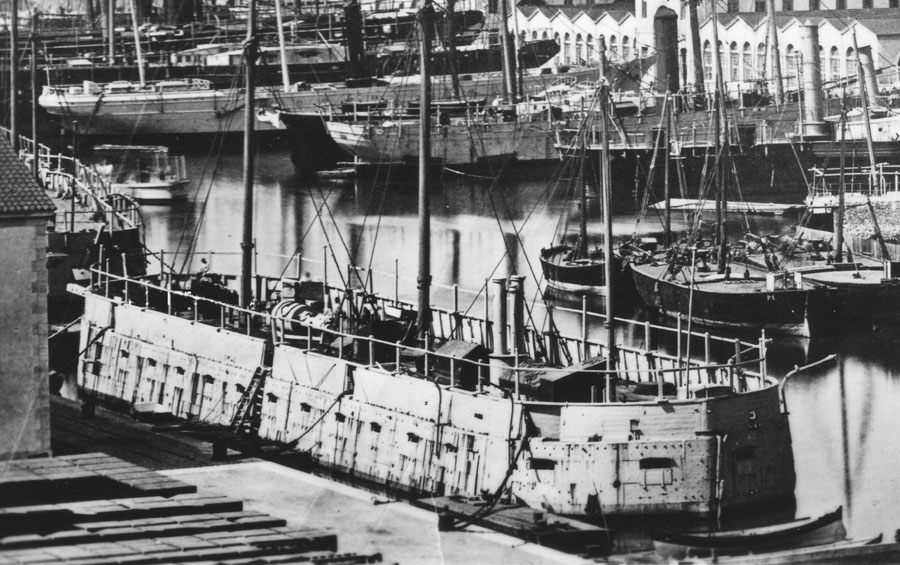
Броненосна плавуча батарея французького флоту Lave, 1854. Цей панцерник разом з однотипними Tonnante та Dévastation, знищили російські укріплення під час Битви при Кінбурні (1855).

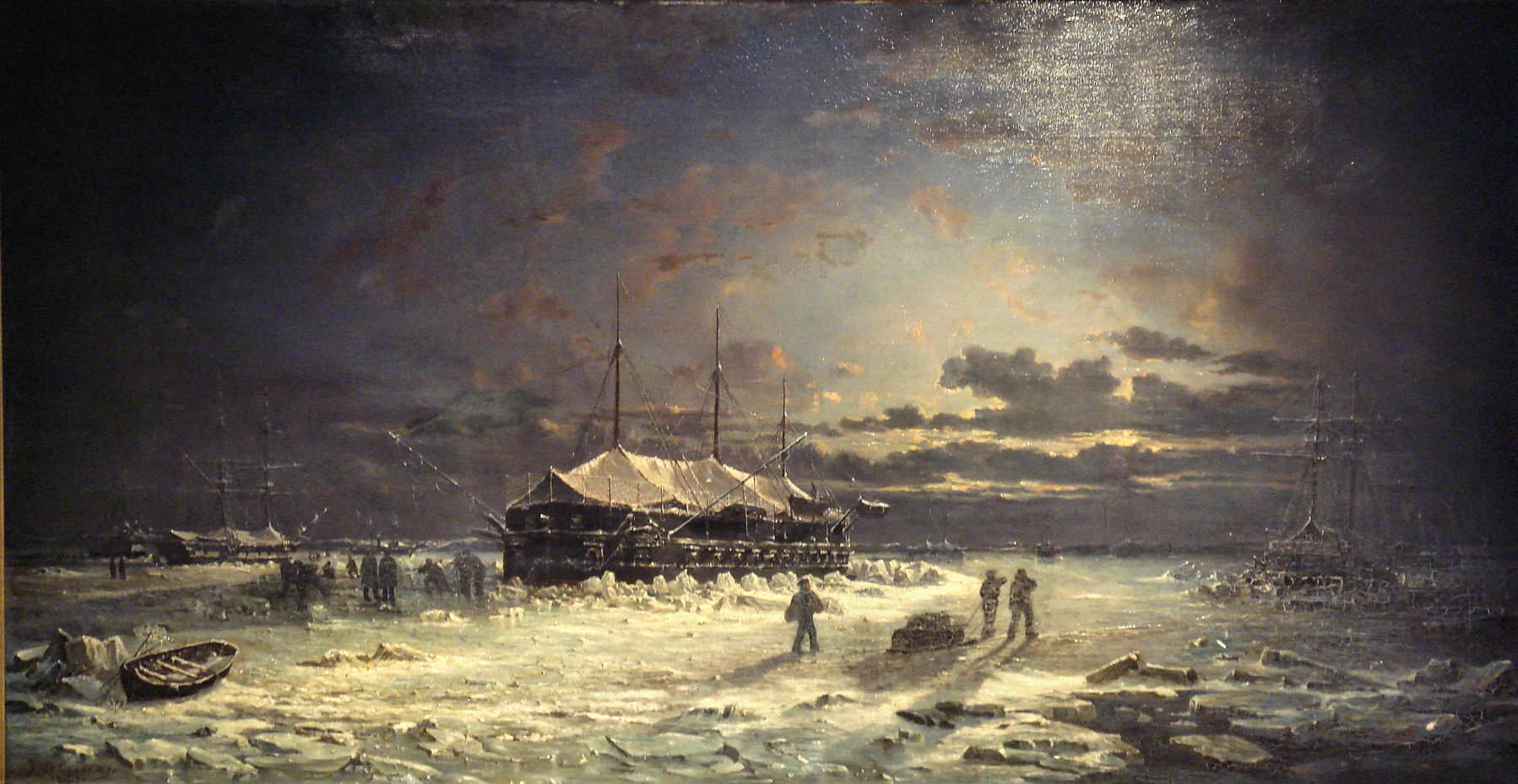
Броненосна плавуча батарея типу Dévastation взимку 1855—1856 у гирлі Дніпра.

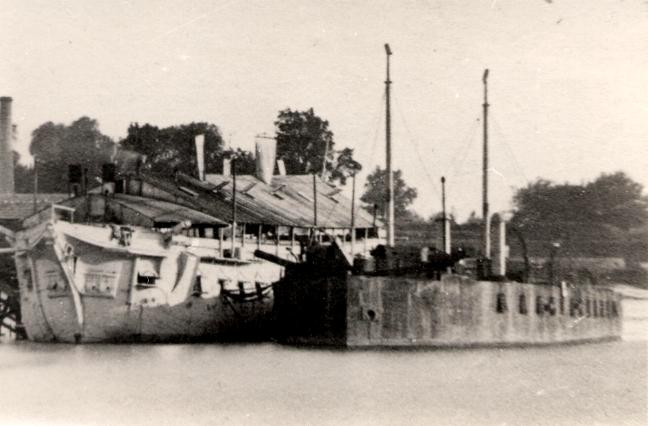
Плавуча батарея Paixhans (1862), створена для війни у Конхінхіні

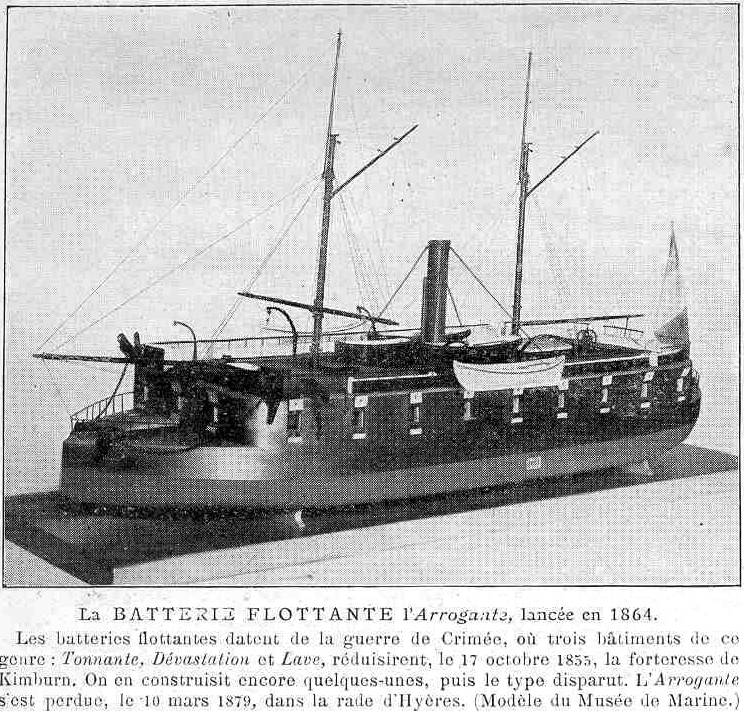
Французька броненосна плавуча батарея Arrogante (1864)

Плавуча батарея, скорочено плавбатарея — це вид озброєного плавзасобу, часто імпровізованого або експериментального, який несе важке озброєння, але іноді не має інших характеристик військового корабля. Їх використовували як мобільний елемент берегової оборони або для атаки берегових укріплень. Водночас плавбатареї мали надто низьку швидкість, а іноді й морехідність для застосування у морському бою.

## Історія
Перша поява плавучих батарей зафіксована 1782 під час Великої облоги Гібралтару. Їх винахід і використання приписується іспанському генерал-лейтенанту Антоніо Барсело.
Першою спеціально побудованою плавучою батарею була Flådebatteri номер 1. Її розробив головний інженер Хенрік Гернер в 1787 році. Судно було 47 метрів завдовжки, 13 метрів у ширину і озброєне 24 гарматами. Його застосували у 1801 під час битви при Копенгагені. Британці  використовували кілька плавучих батарей під час Французьких революційних і Наполеонівських воєн.
Найвідоміші плавбатареї були побудовані або розроблені у 19 столітті. Саме до цього типу належали перші парові військові кораблі та панцерники.
Demologos, перший паровий самохідний військовий корабель, був плавучою батарею, яку побудували для захисту гавані Нью-Йорку під час війни 1812 року.
У 1850-х роках британські та французькі військово-морські сили побудували броньовані плавучі батареї в якості доповнення до флоту парових дерев'яних лінійних кораблів під час Кримської війни. Плавбатареї мали підтримати неброньовані бомбардирські кораблі та канонерські човни  під час обстрілів берегових укріплень. Французи використовували свої плавбатареї в 1855 році під час атаки на фортецю Кінбурн на Чорному морі. Ці плавбатареї продемонстрували високу ефективність проти російських берегових укріплень, які захищали гирло Дніпра. Британці планували використовувати плавбатареї у Балтійському морі проти Кронштадта, і, можливо, ці наміри стали однією з причин, які спонукали росіян просити миру. Однак, Кронштадт розглядався як найукріпленіша морська фортеця у світі протягом більшої частини 19-го століття. Його укріплення постійно модернізувалася для захисту від нових технологій нападу. Навіть якби британські броньовані батареї були підготовлені для використання проти Кронштадта на початку 1856 року, росіяни на той час вже побудували нові мережі зовнішніх фортів та встановили мортирні батареї і морські міни. Британці на той час не мали тактики зі знешкодження мінних полів під вогнем противника
Плавучі батареї активно застосовувалися як Союзом, так Конфедерацією під час Громадянської війни у США. Першою стала плавуча батарея Чарльстонської гавані, яка взяла активну участь у обстрілі форту Самтер у квітні 1861. Експериментальні панцерники, які часто виявлялися надто повільними через недостатню потужність машин, використовували як плавучі батареї.
Імпровізовані плавучі батареї з барж, на які встановлювали гармати, широко використовувались річковими флотиліями під час Громадянської війни в Росії.